# Centre històric de Riba-roja d'Ebre
El centre històric de Riba-roja d'Ebre és un conjunt de Riba-roja d'Ebre (Ribera d'Ebre) inclòs a l'Inventari del Patrimoni Arquitectònic de Catalunya. El centre històric de Riba-roja està delimitat per la baixada de la casa Favó-Descarrega, el portal que dona al carrer La Palla, el porxo del Carrer St. Roc, La Pena i el carrer Sequer. La part de ponent està construïda sobre roca, en un extrem de la qual s'hi ha habilitat el magnífic mirador de la Pena. El nucli està format per carrers estrets i costeruts, configurant una estructura gairebé radial. Alguns carrers conserven l'empedrat amb palets de riu, força deteriorat. Una part dels carrers, cap als anys 80, van ser asfaltats i com a record, davant el c/ Janot, que centra l'estructura gairebé radial, s'ha fet l'escut del poble emprant les pedres tradicionals. La tipologia constructiva predominant és de cases entre mitgeres de tres i quatre nivells d'alçat, obertes amb portals d'arc de mig punt adovellats, alguns dels quals datats. El parament dels murs més comú és el de pedra irregular lligada amb morter.
En època medieval, l'indret de Riba-Roja es trobava ocupat per un castell, sota el domini de la comanda d'Ascó. Malgrat el petit nucli de formació que es va formar al seu voltant, no va ser fins al segle xvi que va començar a créixer el nucli primitiu. La consolidació definitiva es va produir al segle xviii, tal com ho testimonien moltes claus de portal de les cases. En aquest moment de creixement econòmic i social, també situem els orígens de l'església parroquial.